# Vittorio Ratti
Vittorio Ratti (Lecco, 22 gennaio 1916 – Lecco, 26 aprile 1945) è stato un alpinista e partigiano italiano.

## Biografia

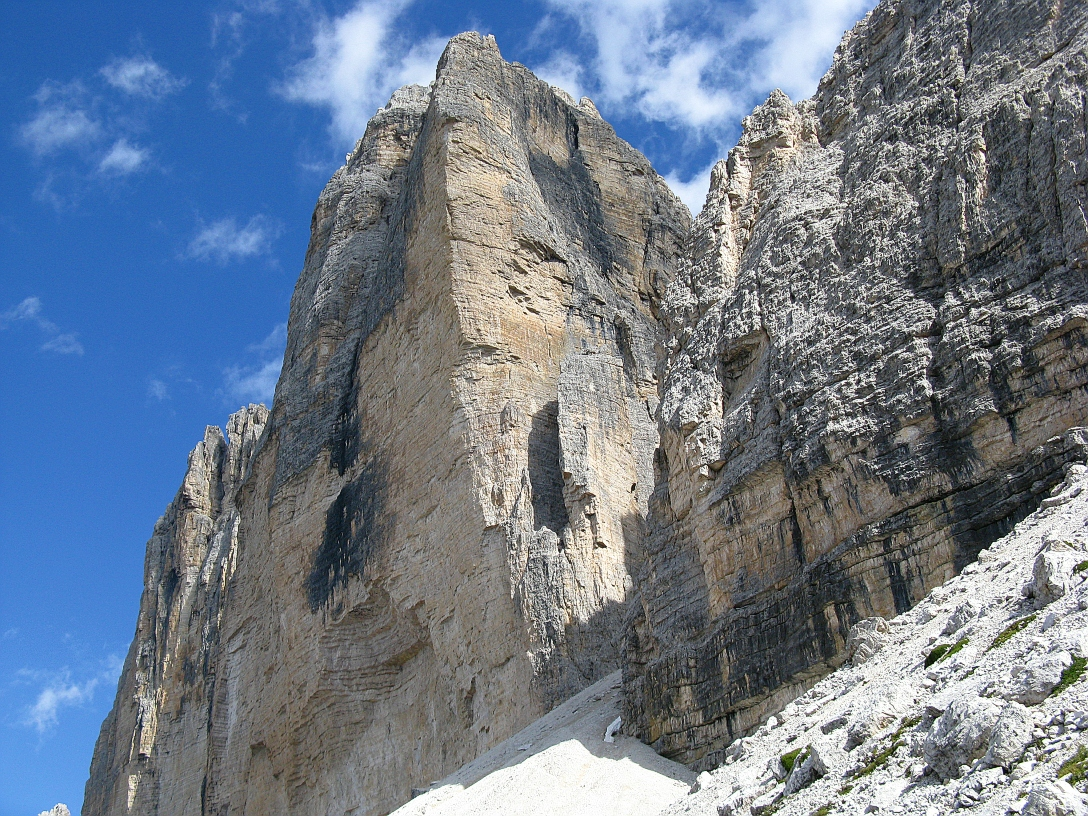
La parete nord della Cima Ovest di Lavaredo: la via aperta nel 1935 parte dallo spigolo in primo piano e poi si porta al centro della parete (roccia nera).

Nel 1935 affiancò Riccardo Cassin sulla parete nord della Cima Ovest di Lavaredo, segnando una nuova via che prenderà il loro nome. Nel 1939 sale assieme a Gigi Vitali la parete ovest dell’Aiguille Noire de Peuterey con un itinerario diretto.
Morì da partigiano nella battaglia per liberare la città di Lecco la sera del 26 aprile 1945 all'età di 29 anni, al fianco dell'amico Cassin.

## Salite
Nel seguente elenco sono riportate le salite più significative 
- Via Cassin-Ratti - Gruppo del Civetta/Torre Trieste - 15-17 agosto 1935 - Prima salita con Riccardo Cassin, 600 m/VI+,A1 spigolo sud-est[2]
- Via Cassin-Ratti - Cima Ovest di Lavaredo - 28-30 agosto 1935 - Prima salita con Riccardo Cassin, 550 m/VI+,A1 parete nord[3]
- Via Cassin - Pizzo Badile - 14-16 luglio 1937 - Prima salita con Gino Esposito, Riccardo Cassin, Mario Molteni e Giuseppe Valsecchi, 800 m/TD parete nord-est[4]
- Via Ratti-Vitali - Parete nord-ovest Cima Su Alto - 21-22 agosto 1938 - Prima salita con Gigi Vitali[5]
- Via Diretta Ratti - 18-20 agosto 1939 - Parete ovest dell’Aiguille Noire de Peuterey - Prima salita con Gigi Vitali[6]